# Slătioara (gmina Stulpicani)
Slătioara – wieś w Rumunii, w okręgu Suczawa, w gminie Stulpicani. W 2011 roku liczyła 649 mieszkańców.